# Teucholabis subinulta
Teucholabis subinulta är en tvåvingeart som beskrevs av Alexander 1979. Teucholabis subinulta ingår i släktet Teucholabis och familjen småharkrankar.
Artens utbredningsområde är Ecuador. Inga underarter finns listade i Catalogue of Life.